# Condado de Grays Harbor
El condado de Grays Harbor es uno de los 39 condados del estado estadounidense de Washington.
En el año 2000, la población era de 67.194 habitantes. La capital del condado es Montesano, y su ciudad más grande es Aberdeen. Debe su nombre a Grays Harbor, un gran estuario cercano al sudoeste del condado. Esta bahía, asimismo, es llamada así por el Capitán Robert Gray quien la descubrió el 7 de mayo de 1792.
El condado de Grays Harbor fue fundado el 14 de abril de 1854. Originalmente se llamó Condado Chehalis, tomando el nombre actual en 1915.

## Personas destacadas
- Robert Eugene Bush – Receptor de la Medalla de Honor del Congreso
- Reuben H. Fleet – Pionero de aviación
- Kurt Cobain – Músico
- Krist Novoselic – Músico
- John Elway – Jugador de la NFL
- Mark Bruener– Jugador de la NFL
- Gail Brown – Actriz
- Buzz Osborne – Músico
- Dale Crover – Múscio
- Bryan Danielson - Luchador profesional
- Chris Grant - Piloto de carreras de hidroplano
- Robert Motherwell – Artista
- Douglas Osheroff – Físico ganador del Nobel
- Elton Bennett – Artista
- Peter Norton – Programador (Norton Utilities)
- Violetta Blue - Porno Star
- Patrick Simmons – Músico
- Colin Cowherd - Presentador de programa de radio de ESPN Radio (The Herd with Colin Cowherd)
- Robert Arthur - actor

## Localidades
- Aberdeen
- Aberdeen Gardens
- Brady
- Central Park
- Chehalis Village
- Cohassett Beach
- Copalis Beach
- Cosmopolis
- Elma
- Grayland
- Hogans Corner

- Hoquiam
- Humptulips
- Junction City
- Malone-Porter
- Markham
- McCleary
- Moclips
- Montesano
- Neilton
- Oakville

- Ocean City
- Ocean Shores
- Oyehut
- Porter
- Qui-nai-elt Village
- Santiago
- Satsop
- Taholah
- Westport

### Áreas no incorporadas
- Amanda Park
- Pacific Beach
- Quinault